# Коллоб'яно
Коллоб'яно (італ. Collobiano, п'єм. Colobian) — муніципалітет в Італії, у регіоні П'ємонт,  провінція Верчеллі.
Коллоб'яно розташований на відстані близько 520 км на північний захід від Рима, 65 км на північний схід від Турина, 11 км на північний захід від Верчеллі.
Населення — 97 осіб (2014).

## Демографія
Населення за роками:

Станом на 1 січня 2023 року в муніципалітеті офіційно проживали 3 іноземці з 2 країн, серед них 2 громадяни України.

## Сусідні муніципалітети
- Альбано-Верчеллезе
- Казанова-Ельво
- Ольчененго
- Ольденіко
- Куїнто-Верчеллезе
- Вілларбоїт